# Noelia (cantante)
Noelia Lorenzo Monge (San Juan, 31 de agosto de 1979), conocida como Noelia, es una cantante, actriz, modelo y empresaria mexico-puertorriqueña. Ha vendido más de diez millones de copias con sus ya clásicos discos en español además de contar con más de diez éxitos de radio en las listas de popularidad de Billboard Latino y tres éxitos en Billboard Dance en inglés, dos de ellos durante 2012.
Fue ganadora del Premio Billboard a la Música y sus canciones son reconocidas en países europeos como España, Italia y Francia. Es hija de la popular actriz y cantante Yolanda Monge y de Alfredo Lorenzo, un comerciante de nacionalidad uruguaya.
Noelia es ademas propietaria y fundadora de la empresa Global de Tecnologia Celebriffy Technologies. misma que se dedica a la creacion de plataformas digitales en todo el mundo. www.celebriffytechnologies.com

## Carrera musical
Noelia comenzó a trabajar en su primer álbum de larga duración en 1998. El álbum homónimo fue lanzado en 1999, haciendo su debut en el Madison Square Garden. El álbum produjo el exitoso sencillo «Tú», escrito por Estéfano. El álbum fue certificado oro en los Estados Unidos.
En el 2000 lanzó su segundo disco, Golpeando Fuerte. Su tercer álbum, Natural, lanzado en 2003 contó con otra exitosa canción, «Clávame Tu Amor» que alcanzó el puesto número 5 en la lista Hot Latin Songs de Billboard. El álbum también contó con contribuciones de composición del productor latino Kike Santander y José Gaviria.
En 2004 lanzó su cuarto álbum de estudio titulado Melao que fue una fusión de pop con reggaeton. El álbum fue producido por el productor de reggaeton DJ Eric y presenta a Yamil compartiendo la voz principal con Noelia. También coescribieron la mayoría de las canciones del álbum.
En 2006 volvió a sus raíces musicales con el disco 40 Grados producido por Adrián Posse. El álbum contó con el sencillo «Como Duele», que fue nominado por Billboard como Canción Pop del Año. La canción también fue elegida como tema de la telenovela mexicana Barrera de amor y alcanzó el puesto número 8 en Billboard Hot Latin Songs.
En 2007 lanzó su sexto álbum de larga duración titulado Volverte a Ver.
Luego trabajó en dos álbumes, su primer sencillo en inglés para el mercado europeo se tituló «Caribbean Queen» y fue lanzado en mayo de 2009 principalmente en Italia. La canción es una versión de la exitosa canción de Billy Ocean de 1984 con letra añadida de Noelia.
A mediados de 2011, Noelia rompió un récord de audiencia hispana en línea en los Estados Unidos con su concierto en línea producido por Univision. "En Estudio" con Noelia en Univision.com atrajo a más de 3.5 millones de espectadores.
En 2012 Noelia lanzó el sencillo «Kiss Me». El 2 de abril apareció en las listas de Billboard tanto en las categorías Dance como Latin Hot Track.
El 15 de junio de 2013, Noelia lanzó su gira "Mind Blown" en House of Blues on Sunset en West Hollywood (California). En octubre de 2013 lanzó el video musical «Mind Blown» que alcanzó más de 1 millón de visitas combinadas en menos de 15 días.
Febrero de 2014 hizo otro Hot Shot Debut en las listas de Billboard con «Mind Blown» producido por Timbaland y remezclado por los DJ Dave Aude, Tracy Young y Dan De Leon.
En julio de 2018 lanzó el primer sencillo del nuevo álbum La más Completa Colección. Este es un remake de su tema «Clavame tu Amor» grabado con Mexican Banda y Norteño Sounds.
En total, Noelia ha vendido casi 10 millones de discos en todo el mundo.

## Discografía

### Álbumes de estudio
| Año  | Título           | Discográfica                           |
| ---- | ---------------- | -------------------------------------- |
| 1999 | Noelia           | Fonovisa Records                       |
| 2000 | Golpeando fuerte | Fonovisa Records                       |
| 2003 | Natural          | Fonovisa Records/Univision Music Group |
| 2004 | Melao            | Fonovisa Records/Univision Music Group |
| 2006 | 40 Grados        | EMI Music                              |
| 2007 | Volverte a Ver   | EMI Music                              |

### Álbumes recopilatorios
| Año  | Título                                  | Discográfica                           |
| ---- | --------------------------------------- | -------------------------------------- |
| 2005 | Greatest Hits                           | Fonovisa Records/Univision Music Group |
| 2007 | Candela/Muchos Éxitos Mas: Línea de Oro | Fonovisa Records/Univision Music Group |

### Sencillos
| 1999 | "Tú"                                      | Noelia           | 5  | -  |
| 1999 | "Toco la Luz"                             | Noelia           | 32 | -  |
| 1999 | "Yo soy Candela"                          | Noelia           | 27 | -  |
| 2001 | "Ni Una Lágrima Más"                      | Golpeando Fuerte | 15 | -  |
| 2003 | "Ya No Eres El Mismo"                     | Natural          | 24 | -  |
| 2003 | "Clávame Tu Amor"                         | Natural          | 5  | -  |
| 2004 | "Ya No Eres El Mismo" (Notty Cotto Mixes) | Natural          | -  | 40 |
| 2004 | "Enamorada"                               | Natural          | 26 | -  |
| 2006 | "Como Duele"                              | 40 Grados        | 8  | -  |
| 2006 | "Lluvia"                                  | 40 Grados        | -  | -  |
| 2008 | "Caribbean Queen Reloaded"                | Non-album Single | -  | -  |
| 2010 | "Here I Go Again"                         | Non-album Single | -  | -  |
| 2012 | "Kiss Me (feat. Baby Boy")                | Non-album Single | 14 | 16 |
| 2013 | "My Everything"                           | Mind Blown       | -  | 2  |
| 2014 | "Mind Blown"                              | Mind Blown       | -  | 16 |
| 2015 | "Spell"                                   | Spell            | -  | 6  |
| 2017 | "A Volar"                                 | A Volar          | -  | -  |

### Sencillos y videoclips
Noelia (1999)
El disco homónimo de Noelia, fue lanzado en febrero de 1999, bajo la producción del conocido compositor Estéfano, el cual también fue el creador de varias de las canciones que componen el álbum. El primer sencillo radial fue el éxito internacional "Tú", el cual alcanzó el puesto número 5 del listado Hot Latin Track de la Revista Billboard y que le abrió las puertas de diferentes países como  Colombia, Venezuela, México, Ecuador y Chile. El segundo sencillo del disco "Noelia" fue "Candela", una canción de toques caribeños, que le permitió a la artista darse a conocer en el mercado de importantes países europeos, como España e Italia. En este último país la canción fue elegida "canción del verano" en el 2000. La producción discográfica logró escalar hasta el puesto número 7 del Hot Latin álbum de la revista Billboard, alcanzando cifras de ventas estimadas a nivel internacional cercanas al millón de copias. Dentro de los sencillos que se dieron a conocer se cuentan los siguientes: 
- "Tú" (1999)/video
- "Te amo" (1999)
- "Candela" (1999)/video
- "Te odio" (1999)
- "Toco la luz" (2000)/video
- "Morir de amor" (2000)
- "Demasiado amor" (2000)

Golpeando Fuerte (2000)
Luego del arrollador éxito de su primer disco, Noelia comenzó a trabajar en lo que sería su segunda producción musical, titulada "Golpeando Fuerte", producido nuevamente por Estefáno y bajo el sello Fonovisa Record. En este segundo proyecto la artista debuta con temas de su propia inspiración, como la canción "El suspiro de un ángel", una balada pop, que fusionó elementos de música clásica con sonidos más contemporáneos y el éxito "Profecía", con variados toques de música electrónica. La carta de presentación de esta segunda producción fue la canción "Ni una lágrima más", compuesta en clave de cha-cha-cha y que alcanzó el puesto número 15, del Hot latin track de Billboard. Según la crítica especializada la mencionada canción, junto al track "Me faltas tú", representan las mejores canciones del disco. El álbum si bien alcanzó el puesto número 22 del Hot Latin álbum de Billboard, no contó con la misma promoción e impacto del primer disco, esto debido principalmente a conflictos que se suscitaron entre la artista y la casa disquera Fonovisa, lo que desembocó finalmente en el retiro temporal de Noelia de los escenarios. Las ventas estimadas del disco se fijan en las 500 mil copias a nivel internacional.
Singles: 
- "Ni Una Lágrima Más" (2000)/video
- "Golpeando Fuerte" (2000)/video
- "Beyond No Superstitions (Cera Derretida)" (2001)/video
- "El Suspiro de Un Ángel" (2002)
- "Profecía" (2002)

Natural (2003)
Tras el receso de casi dos años, Noelia vuelve a la palestra musical con su tercera producción discográfica titulada "Natural", producida por Rudy Pérez. Según Noelia el título del disco obedece a la dinámica del proceso creativo del disco, el cual se fue gestando de una forma muy espontánea y natural. En este proyecto la artista vuelve a incursionar en la composición de varios de los temas que componen el disco, dándole un toque mucho más personal e íntimo a la producción, pues según la propia Noelia, las letras de las canciones están basadas en sus propias experiencias y vivencias. Dentro de las canciones más representativas del disco se encuentran "Y se irá", "Ya no eres el mismo", "Que poco sabes", "Enamorada", "Como corre el río hacia el mar" y el éxito radial "Clávame tu amor", una balaba romántica de letra muy femenina y emotiva interpretación, que llevó a Noelia a ubicarse nuevamente en los primeros lugares de los ranking de diversos países. El tema alcanzó el lugar número 5, del Hot Latin Track de Billboard y según la propia artista "la canción representa la continuación del super éxito "Tú". El disco en cuanto a ventas alcanzó el puesto número 54 del listado Hot Latin álbum, bastante más abajo que los anteriores, debido principalmente al impacto negativo de internet, la piratería y la crisis de la industria discográfica. Los singles conocidos del disco Natural fueron:
- "Clávame tu amor" (2003)/video
- "Ya no eres el mismo" (2003)/video
- "Enamorada" (2003)/video
- "Que poco sabes" (2004)/video

Melao (2004)
Este disco lanzado en 2004, representa un proyecto especial de Noelia para Puerto Rico, en él se incluyen 8 canciones en estilos que van desde el reguetón, R&B y Rap y una versión del tema "Enamorada", incluido en su producción anterior. Para este álbum Noelia contó con el apoyo musical del rapero emergente Yamil y DJ Erick. Melao representa un cambio absoluto en lo que respecta a estilo musical e imagen de Noelia, lo que queda en evidencia en el videoclip de la canción que da título al disco, en el vemos a la boricua explotando su lado más sensual y provocativo. Al tratarse de un disco especial, este tuvo escasa trascendencia en cuanto a ventas y difusión. Los sencillos que se dieron a conocer del disco fueron: 
- "Melao" (2004)/video
- "Atrévete" (2004)
- "Perdóname" (2005)

40 Grados (2006)
El álbum 40 grados estuvo a cargo del productor Adrián Posse, y fue editado bajo el sello EMI latino. Con este quinto disco la artista evoluciona a un estilo musical mucho más pop-rock, sin dejar de lado sus raíces románticas. Dentro de las canciones más representativas del disco destacan "40 grados", "Dinámita", "Fue amor", "Enamorada de ti" y "Como duele"; tema central de la telenovela mexicana "Barrera de amor" y que fue seleccionado para ser la carta de presentación del disco. El sencillo logró una muy buena aceptación por parte del público latinoamericano, logrando ubicarse en el puesto número 8, del listado Hot Latin Track de Billboard, dicho sencillo estuvo 43 Semanas consecutivas en el Top 40 del Hot Latin Track, con dicho sencillo Noelia vuelve a ser nominada nuevamente a los Premios Billboard de la Música Latina. Dentro de los sencillos que se desprendieron de 40 grados se cuentan los siguientes: 
- "Cómo Duele (Barrera de amor)" (2005)/video
- "40 grados" (2005)
- "Lluvia" (2006)
- "Enamorada de Ti" (2006)/video

Volverte a Ver (2007)
El disco representa el último proyecto musical de Noelia, bajo el sello EMI latino. La producción consta de 10 canciones en estilos de balada y pop-rock, y dos bonus track de versiones pop y salsa del tema "Enamorada de ti". En general, este disco se presenta como un proyecto musical poco ambicioso desde el punto de vista artístico y de producción, ya que la mayoría de las canciones incluidas son versiones o cover de temas de otros artistas. Dentro de las canciones destacadas del disco se encuentran "Té seguiré", "Nada, nada de ti", "Volverte a ver" y "Tú y yo". El disco, como los singles dados a conocer en radio no figuraron en los ranking de popularidad, ni de ventas. 
- "Te Seguiré" (08/2007)
- "Nada, nada de ti" (12/2007)
- "Con el tiempo" (2008)

Singles Libres (2008 - actualidad)
En la actualidad Noelia se encuentra enfocada en difundir un estilo de música Dance y EDM, lo que le ha dado muy buenos resultados en cuanto a popularidad, destacando en los primeros lugares de Billboard con canciones como "My Everything" y "Kiss Me". Noelia también ha estado explotando su faceta de empresaria al lanzar en junio de 2016 su página de ventas por internet de ropa, lencería y accesorios: Noelicious. En cuanto a nuevos proyectos musicales, la artista ha indicado en su cuenta de Facebook, que para este año se encuentra preparando una serie de conciertos que la llevaran a variados escenarios de Estados Unidos, México y otros países de Latinoamérica y Europa. Además, ha comunicado que prepara dos discos en español a ser editados este año y el próximo, con lo que espera volver a reencantar a sus fanes latinos. 
- "Caribbean Queen Reloaded" (2008-2009)
- "Estuve a Punto de Llorar" (2009)
- "Here I Go Again" (2010)
- "Kiss Me" (2012)
- "My Everything" (2012)
- "Spell" (2013)
- "Mind Blown" (2013)

## Filantropía
Noelia es partidaria y colaboradora del Boys and Girls Club of East Los Angeles; la organización estaba a punto de cerrar sus puertas, y ella y algunos amigos donaron dinero y recaudaron más de otros en la comunidad del entretenimiento para salvar el espacio para los niños en la comunidad del este de Los Ángeles.
Noelia también apoya la Iniciativa "Juárez Sin Frío", un movimiento para recaudar fondos para proporcionar ropa de abrigo y calentadores portátiles a los pueblos de las montañas de gran altura del estado de Chihuahua (México), ayudando a prevenir muertes en invierno debido a las temperaturas extremadamente bajas.

## Vida personal
Desde su debut en 1999, la vida de Noelia no ha estado exenta de polémicas. Ya en sus inicios se hicieron conocidos los conflictos que la joven artista mantenía con su madre, la también cantante Yolandita Monge, la cual se oponía férreamente a que su hija siguiera sus pasos en el mundo artístico. Dichas diferencias en vez de aminorarse en el tiempo fueron tomando ribetes cada vez más polémicos, hasta llegar a la separación y alejamiento total de Noelia con su madre y su familia. Las diferencias entre la artista y su familia se profundizaron a niveles críticos, una vez que esta acusó públicamente a su padrastro y exmánager Carlos "Topy" Mamery de abusos sexuales reiterados y fraude, ante lo cual su madre tomó parte por su esposo, desatando una verdadera guerra mediática de dimes y diretes que llegaron hasta las cortes judiciales de Estados Unidos.  
Pero sin duda, el hecho que marcó negativamente la vida personal y pública de Noelia fue en 2007, cuando se publicó en Internet un video sexual, en el que la joven artista aparecía con su exnovio, el rapero Yamil Gorritz, practicando escenas explicitas de sexo anal y con el cual compartió créditos en un proyecto musical en  2004. Tal fue el escándalo mediático que Noelia, su pareja, su mánager y actual esposo, el mexicano Jorge Reynoso P., acusaron legalmente a Mamery de ser el responsable de difundir el video, con motivo de tomar venganza en contra de la pareja. A su vez, este último acusó a Noelia de tener serios problemas mentales, y de ser ella misma junto a su pareja los responsables de publicar el video en la red, a fin de obtener publicidad para unos de sus proyectos musicales y ganancias con la venta de la filmación en una página de Internet. La polémica y acusaciones cruzadas se han mantenidos por años, llegando incluso a demandas legales entre las partes, hasta que el 2 de diciembre de 2014, se dio a conocer que el productor y empresario Carlos Mamery fallecía en su casa a causa de un infarto cardíaco. Al parecer, este suceso marcó un antes y después en la relación entre Noelia y su madre, la cual en entrevistas ha señalado su intención de volver a establecer contacto con su hija.
Sorprendentemente a principios del 2019, a sus 40 años, cambió los escenarios musicales por la filmación de películas. 
Ella misma ha usado sus redes sociales y su página web "para promocionar el próximo estreno de su cinta con videos y fotografías". 
Más tarde lo confirmó en una entrevista televisiva donde habló del porqué de su decisión.
La también empresaria ha demostrado su interés por el entretenimiento y es así que abrió su "Noelia's Pámpano", un local enfocado en el mercado hispano de los Estados Unidos.

## Proyectos especiales
A parte del desarrollo artístico musical, Noelia ha explotado otras vetas artísticas que van desde la actuación, a ser portada de importantes revistas,tanto para deleite del público masculino, como por acciones benéficas. En 2004, la joven artista participó como protagonista en la película puertorriqueña El pan nuestro de cada día, donde interpretó a una joven de carácter fuerte y cuya historia personal estaba llena de dificultades, propias de la vertiginosa vida actual. Con esta interpretación Noelia se ganó críticas positivas tanto de parte de sus admiradores como de los especialistas en cine.
- "Entre la luna y el sol" feat Juan Carlos Nieto "Chao" (2014).
- "Serafín, el ángel de la guarda" (1999). Tema central de la novela Serafín de la cadena mexicana Televisa.
- "El pan nuestro de cada día" (2004). Película protagonizada por Noelia.[3]